# 古屋哲夫
古屋 哲夫（ふるや てつお、1931年3月21日 - 2006年12月2日）は、日本の歴史学者。専攻は日本近代史。京都大学名誉教授。

## 経歴
1931年、東京都で生まれた。1948年、東京都立第九中学校（現東京都立北園高等学校）卒業。1949年、浦和高等学校 (旧制)（現埼玉大学文理学部）に進学したが、学制改革にともなって新制へ移行したことにより、1949年に第1学年のみ修了。同年、東京大学教養学部文科1類に入学。1951年、同大学法学部に進学。1953年、法学部（政治コース）を修了。同年、同大学大学院社会科学研究科政治専門課程に進学し、1956年に同修士課程を修了、同博士課程に進学。1958年、歴史学研究会書記長。同年9月、博士課程を退学。
1967年より法政大学法学部非常勤講師。同年7月から国立国会図書館非常勤調査員として憲政資料室に勤務した。1971年、京都大学人文科学研究所助教授に就任。1981年、同研究所教授。1986年からは千葉大学文学部を兼任した（1987年まで）。1994年、京都大学を停年退職し、名誉教授。
学外では、角川書店「日本史辞典」編集委員（1961年）・山口県史編さん専門委員（1995年～1998年）を務めた。

## 著書
単著
- 『日露戦争』中央公論社(中公新書) 1966
- 『日中戦争』岩波書店(岩波新書) 1985

共編著
- 『シンポジウム日本の歴史（21）ファシズムと戦争』学生社 1973
- 『日中戦争史研究』吉川弘文館 1984
- 『日本議会史録』(全6巻) 内田健三・金原左門共著、第一法規 1990-1991
- 『満州国人事法令年表　大同元年(1932)～康徳二年(1935)』京都大学人文科学研究所 1992
- 『近代日本のアジア認識』京都大学人文科学研究所 1994
  - 新版 緑蔭書房 1996年
- 『近代日本における東アジア問題』山室信一著、吉川弘文館 2001

論文
- 「近代日本における徴兵制度の形成過程」『人文學報』66, 1990年, 101-131頁. PDF
- 「「県史講演録」 軍事から見た明治の山口」『山口県史研究』7, 1999年, 117-137頁. doi